# 圣艾尼昂
圣艾尼昂（法語：Saint-Aignan，法語發音：[sɛ̃.t‿ɛɲɑ̃]），法国中部城市，中央-卢瓦尔河谷大区卢瓦-谢尔省的一个市镇，隶属于罗莫朗坦-朗特奈区，其市镇面积为18.48平方公里，2022年1月1日时人口数量为2,826人，在法国城市中排名第3,884位。
圣艾尼昂位于卢瓦-谢尔省西南部，谢尔河左岸，是一个区域性的中心城市，多条公路在此交汇。圣艾尼昂因其境内的博瓦勒动物园而闻名。

## 地名来源
“艾尼昂”一名可能来源于天主教人物奥尔良的艾尼昂，他出生于维埃纳，曾担任奥尔良教区主教。

## 历史

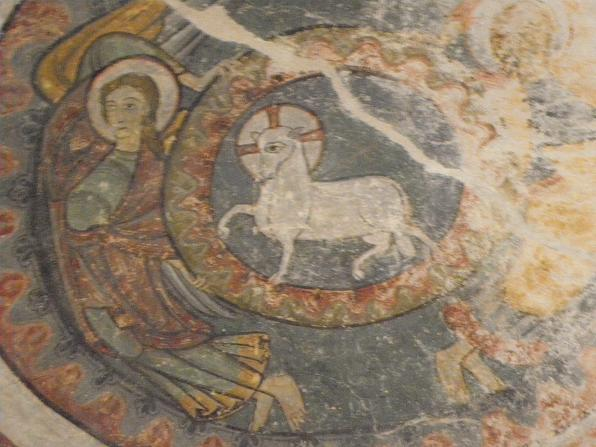
圣艾尼昂大教堂上的壁画

圣艾尼昂始建于中世纪中期，彼时该区域为图赖讷、贝里和布莱苏瓦三地交界地带。当地的首座教堂于公元11至12世纪间建成。文艺复兴期间，当地又新增了多处罗马式建筑。16世纪时，圣艾尼昂被来自博斯地区的博维利耶家族继承，其家族成员获得公爵头衔。法国大革命后，圣艾尼昂成为卢瓦-谢尔省的一个市镇，并在1790至1795年间为该省的一个地区行署。1794年，圣艾尼昂奥尔朗克洛（Saint-Aignan-Hors-l'Enclos）整体并入圣艾尼昂的市镇范围内。1841年，圣艾尼昂附近的谢尔河得到渠化改造，由此兴起了内河航运，后因铁路兴起而逐渐废弃。第二次世界大战初期，谢尔河被划为纳粹占领区和维希法国之间的分界线，圣艾尼昂由此成为一座边境城市，横跨谢尔河的石桥被纳粹德军控制。二战后，当地城市略有扩张。1980年，位于圣艾尼昂境内的博瓦勒动物园建成向公众开放。

## 地理

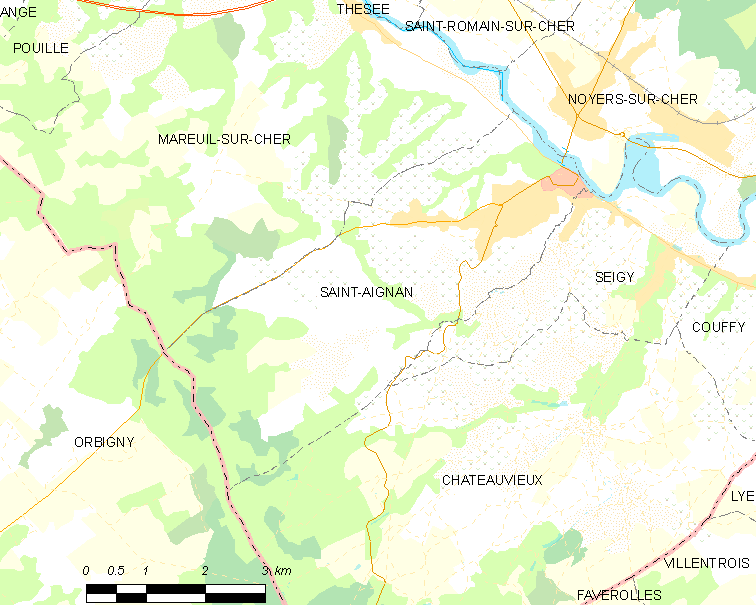
圣艾尼昂市镇范围地图

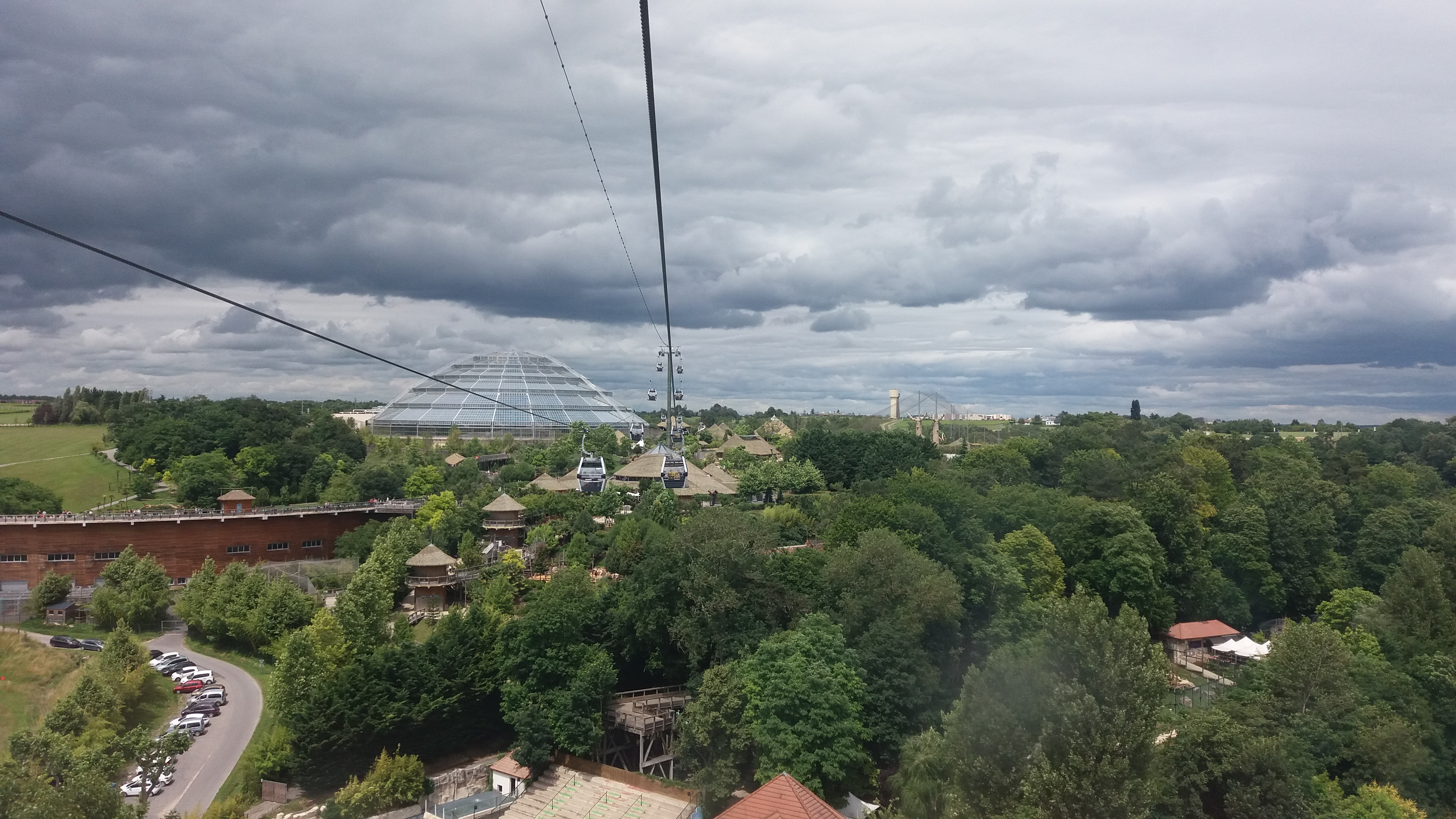
博瓦勒动物园附近的林地

圣艾尼昂位于法国中部，中央-卢瓦尔河谷大区中南部和卢瓦-谢尔省西南部，距离省会布卢瓦大约40公里。与圣艾尼昂接壤的市镇包括：奥尔比尼、沙托维约、谢尔河畔马勒伊、谢尔河畔努瓦耶、塞日。

### 地形
圣艾尼昂位于谢尔河谷腹地，境内以平原和浅丘为主，市镇中心地势较为平坦，南部地区略有起伏，全境海拔在64到164米之间。

### 水文
圣艾尼昂位于卢瓦尔河流域，谢尔河干流自东向西流经境内北部，其左岸支流特赖讷弗耶溪（Le Traîne-Feuilles）在此与其交汇。谢尔河中央的普拉日岛（île Plage）亦为圣艾尼昂的市镇管理范围。

### 植被
圣艾尼昂属于温带阔叶混交林区，市区北部的市镇公园（Parc）是当地主要的林地，此外林地亦广泛分布于市镇范围内的河流及坡地地区。
在鲜花城市的评比中，圣艾尼昂被评为2星级鲜花城市。

### 气候
圣艾尼昂在柯本气候分类法中属于温带海洋性气候。
距离圣艾尼昂最近的常年气象站位于利村境内，以下为该气象站的数据（其中日照数据取自索洛涅地区普吕尼耶）：
| 利村1981年－2019年  | 利村1981年－2019年 | 利村1981年－2019年 | 利村1981年－2019年 | 利村1981年－2019年 | 利村1981年－2019年 | 利村1981年－2019年 | 利村1981年－2019年 | 利村1981年－2019年 | 利村1981年－2019年 | 利村1981年－2019年 | 利村1981年－2019年 | 利村1981年－2019年 | 利村1981年－2019年 |
| 月份                | 1月                | 2月                | 3月                | 4月                | 5月                | 6月                | 7月                | 8月                | 9月                | 10月               | 11月               | 12月               | 全年               |
| ------------------- | ------------------ | ------------------ | ------------------ | ------------------ | ------------------ | ------------------ | ------------------ | ------------------ | ------------------ | ------------------ | ------------------ | ------------------ | ------------------ |
| 历史最高温 °C（°F） | 17.2 (63.0)        | 20.3 (68.5)        | 23.3 (73.9)        | 27.6 (81.7)        | 31 (88)            | 37.1 (98.8)        | 38.7 (101.7)       | 40.3 (104.5)       | 34.2 (93.6)        | 28.7 (83.7)        | 22.7 (72.9)        | 18.3 (64.9)        | 40.3 (104.5)       |
| 平均高温 °C（°F）   | 7.3 (45.1)         | 8.8 (47.8)         | 12.7 (54.9)        | 15.7 (60.3)        | 19.8 (67.6)        | 23.5 (74.3)        | 25.6 (78.1)        | 25.7 (78.3)        | 21.4 (70.5)        | 16.8 (62.2)        | 10.8 (51.4)        | 7.2 (45.0)         | 16.3 (61.3)        |
| 日均气温 °C（°F）   | 4.6 (40.3)         | 5.5 (41.9)         | 8.2 (46.8)         | 10.8 (51.4)        | 14.6 (58.3)        | 17.9 (64.2)        | 19.8 (67.6)        | 19.8 (67.6)        | 16 (61)            | 12.5 (54.5)        | 7.6 (45.7)         | 4.7 (40.5)         | 11.8 (53.2)        |
| 平均低温 °C（°F）   | 1.9 (35.4)         | 2.1 (35.8)         | 3.8 (38.8)         | 5.8 (42.4)         | 9.4 (48.9)         | 12.3 (54.1)        | 14 (57)            | 13.9 (57.0)        | 10.5 (50.9)        | 8.3 (46.9)         | 4.5 (40.1)         | 2.1 (35.8)         | 7.4 (45.3)         |
| 历史最低温 °C（°F） | −13.8 (7.2)        | −13 (9)            | −10.3 (13.5)       | −3.3 (26.1)        | 0.3 (32.5)         | 3.3 (37.9)         | 7.4 (45.3)         | 5.9 (42.6)         | 2.7 (36.9)         | −4.3 (24.3)        | −9.4 (15.1)        | −11 (12)           | −13.8 (7.2)        |
| 平均降水量 mm（）   | 64.2 (2.53)        | 48.3 (1.90)        | 47.2 (1.86)        | 57.5 (2.26)        | 59 (2.3)           | 42.7 (1.68)        | 56.2 (2.21)        | 54.5 (2.15)        | 56.8 (2.24)        | 66.6 (2.62)        | 66.5 (2.62)        | 68.9 (2.71)        | 688.4 (27.10)      |
| 月均日照時數        | 64                 | 84.7               | 142.9              | 171.8              | 197.6              | 213.9              | 229.8              | 225.1              | 180.9              | 115.6              | 67.1               | 50.4               | 1,743.8            |
| 来源：infoclimat.fr |                    |                    |                    |                    |                    |                    |                    |                    |                    |                    |                    |                    |                    |

## 行政区划
圣艾尼昂是法国中央-卢瓦尔河谷大区卢瓦-谢尔省的一个市镇，编号为41198。圣艾尼昂隶属于罗莫朗坦-朗特奈区、卢瓦-谢尔省第二选区，管理圣艾尼昂县，同时也是谢尔河谷-孔特鲁瓦市镇公共社区的组成部分。
法国国家统计与经济研究所（简称）在进行数据统计时，将圣艾尼昂及相邻的另外三个市镇设为圣艾尼昂城市核心区以及圣艾尼昂城市区。自2020年起，圣艾尼昂城市区被包含5个市镇的圣艾尼昂城市辐射区代替。此外，还将圣艾尼昂市镇整体看作一个“块区”（IRIS），以便于统计人口分布情况。

## 交通

### 公路
卢瓦-谢尔省省道D17线、D90线和D675线在圣艾尼昂境内交汇。中央-卢瓦尔河谷大区下属的城际客运提供巴士线路，可前往省会布卢瓦。
2018年，57.4%的圣艾尼昂家庭拥有至少一辆私人汽车。2019年，圣艾尼昂境内共发生各类交通事故2起，造成2人受伤。
| 17 | 44 |

| 12 | 6.3 |

| 布卢瓦 | 41 |

| 罗莫朗坦-朗特奈 | 34 |

| 图尔 | 63 |

| 布莱雷 | 36 |

| 维耶尔宗 | 57 |

| 谢尔河畔塞勒 | 16 |

### 铁路

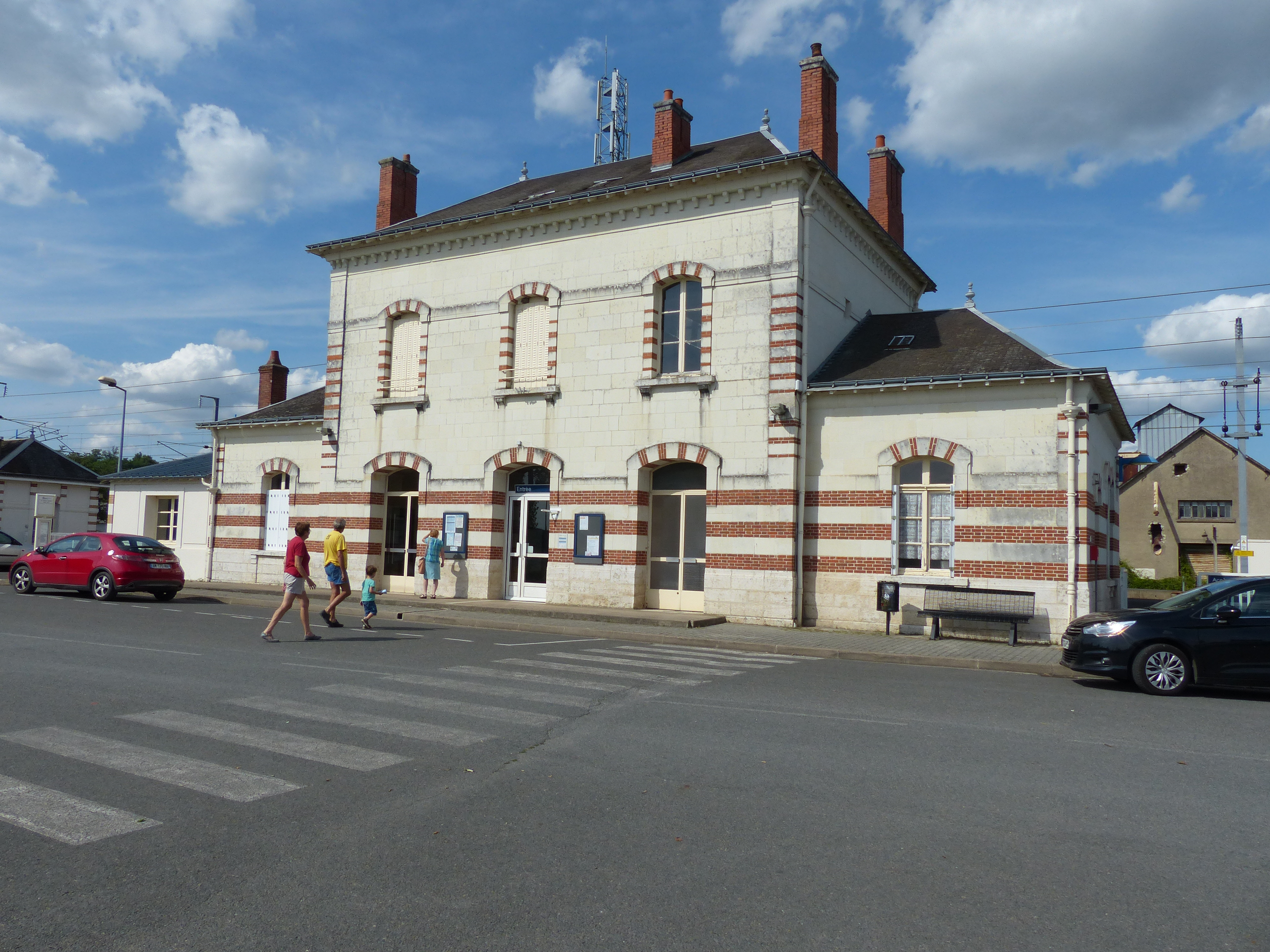
圣艾尼昂-努瓦耶火车站

圣艾尼昂-努瓦耶站位于维耶尔宗－圣皮埃尔代科尔铁路上，谢尔河畔努瓦耶境内，距离圣艾尼昂市区大约3公里。该站停靠往返于图尔和维耶尔宗一线的区域列车，部分班次延伸至布尔日、讷韦尔以及里昂。

### 航空
距离圣艾尼昂最近的民用航空站为图尔机场，距离圣艾尼昂市中心的公路里程约61公里。

### 城市公共交通
截至2022年3月，圣艾尼昂暂无城市公共交通系统。

## 政治

### 市政内阁

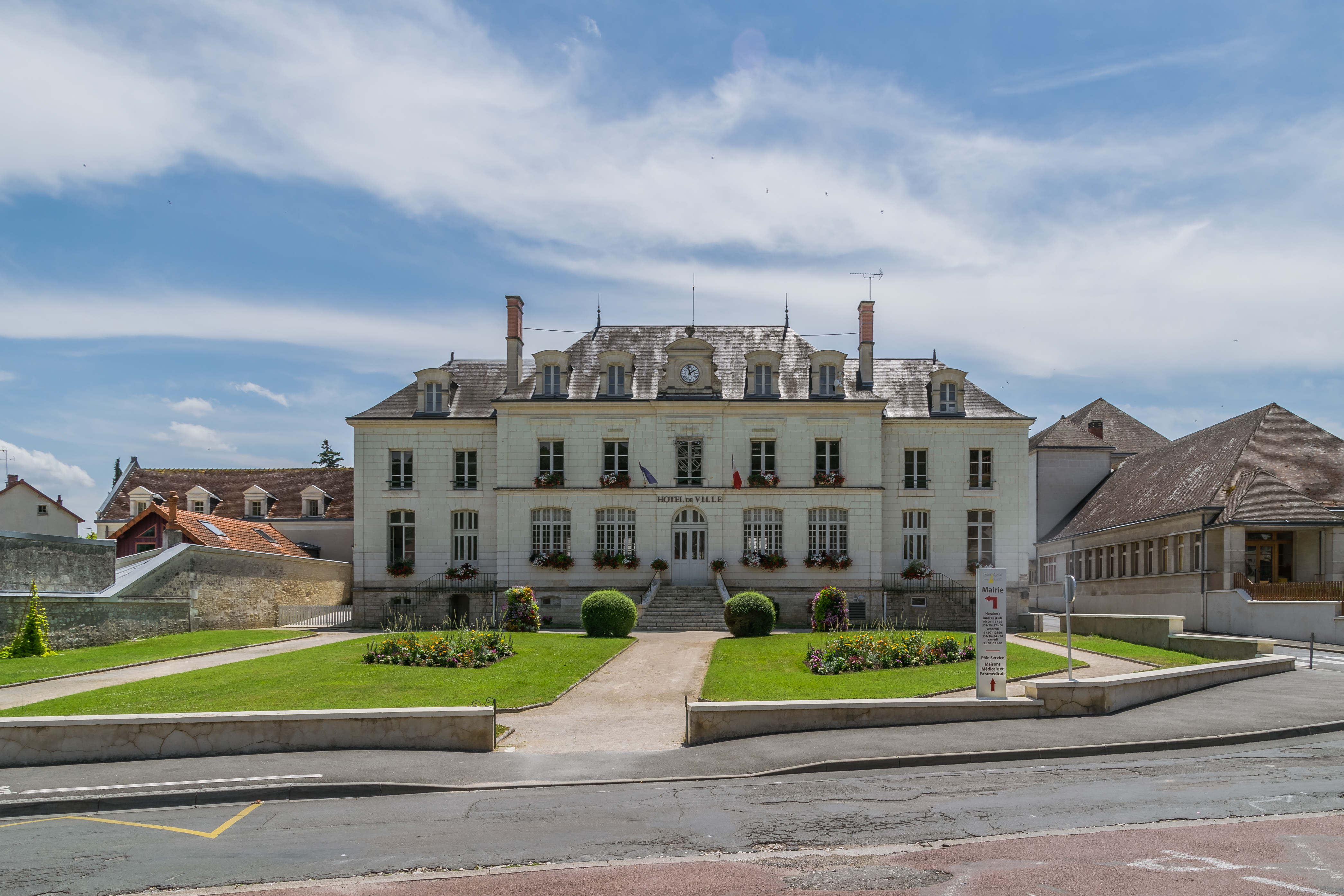
圣艾尼昂市政厅

圣艾尼昂的现任市长为埃里克·卡尔纳先生（Éric CARNAT），他是一名无党派人士，在2020年的市政选举中获得了72.67%的支持率。
| 圣艾尼昂历届市长 | 圣艾尼昂历届市长                   | 圣艾尼昂历届市长  |
| 任期             | 市长                               | 党派              |
| ---------------- | ---------------------------------- | ----------------- |
| 1945年－1971年   | Jean-André MAGNON 让-安德烈·马尼翁 | RAD激进党         |
| 1971年－1989年   | Yves PIAU 伊夫·皮奥                | PS社会党          |
| 1989年－2001年   | Guy MARTINEAU 居伊·马尔蒂诺        | DVD右翼无党派人士 |
| 2001年－2008年   | Yves PIAU 伊夫·皮奥                | PS社会党          |
| 2008年－2014年   | Jean-Michel BILLON 让-米歇尔·比永  | DVD右翼无党派人士 |
| 2014年－         | Éric CARNAT 埃里克·卡尔纳          | 無黨籍            |

### 各级选举
| 圣艾尼昂历届投票选举结果 | 圣艾尼昂历届投票选举结果 | 圣艾尼昂历届投票选举结果 | 圣艾尼昂历届投票选举结果 | 圣艾尼昂历届投票选举结果       | 圣艾尼昂历届投票选举结果 | 圣艾尼昂历届投票选举结果 | 圣艾尼昂历届投票选举结果       | 圣艾尼昂历届投票选举结果 | 圣艾尼昂历届投票选举结果 |
| 选举项目                 | 选举范围                 | 选区单位                 | 选举结果                 | 选举结果                       | 选举结果                 | 选举结果                 | 选举结果                       | 选举结果                 | 参考资料                 |
| 选举项目                 | 选举范围                 | 选区单位                 | 第一轮胜出者             | 第一轮胜出者                   | 支持率                   | 第二轮胜出者             | 第二轮胜出者                   | 支持率                   | 参考资料                 |
| ------------------------ | ------------------------ | ------------------------ | ------------------------ | ------------------------------ | ------------------------ | ------------------------ | ------------------------------ | ------------------------ | ------------------------ |
| 2017年法國總統選舉       | 法國                     | 市镇                     |                          | 玛丽娜·勒庞                    | 26.11%                   |                          | 埃马纽埃尔·马克龙              | 58.62%                   | [ 24 ]                   |
| 2017年法国立法选举       | 卢瓦-谢尔省第二选区      | 市镇                     |                          | 让-吕克·布罗                   | 35.21%                   |                          | 纪尧姆·佩尔捷                  | 52.64%                   | [ 24 ]                   |
| 2019年欧洲议会选举       | 法國                     | 市镇                     |                          | 若尔当·巴尔代拉                | 32.34%                   | （不适用）               | （不适用）                     | （不适用）               | [ 26 ]                   |
| 2021年法国省级选举       | 卢瓦-谢尔省              | 县                       |                          | 马里-皮埃尔·博 菲利普·萨尔托里 | 48.09%                   |                          | 马里-皮埃尔·博 菲利普·萨尔托里 | 63.55%                   | [ 27 ]                   |
| 2021年法国省级选举       | 卢瓦-谢尔省              | 市镇                     |                          | 马里-皮埃尔·博 菲利普·萨尔托里 | 43.86%                   |                          | 马里-皮埃尔·博 菲利普·萨尔托里 | 56.02%                   | [ 27 ]                   |
| 2021年法国大区选举       |                          | 市镇                     |                          | 弗朗索瓦·博诺                  | 33.33%                   |                          | 弗朗索瓦·博诺                  | 49.78%                   | [ 28 ]                   |

## 人口
2018年，圣艾尼昂市镇人口数量为2,844，在法国排名第3,884位。其中男性1,307人，女性1,537人，75岁及以上人口占18.8%，外籍人口数量为588人，人口密度为154人/平方公里，当地居民被称为（男性）或（女性）或。2019年，圣艾尼昂境内出生14人，死亡人口71人。
| 圣艾尼昂1901年－2019年人口变化情况 |
|                                    |
| 数据来源：Cassini、INSEE           |

## 经济
圣艾尼昂是一个区域性的中心城市。截止2022年3月，圣艾尼昂市镇范围内共有各类用人单位（包含自雇）498家，平均历史为19年，其中98.8%为中小型企业（PME）。 博瓦勒动物园（旅游）、（家具生产）及（零售）是当地2020年营业额最高的三个企业，分别为64,481,122欧元、22,240,891欧元和22,119,000欧元。

## 财政与居民收入
2020年，圣艾尼昂的财政收入总额为3,844,370欧元，财政支出总额为3,054,770欧元，当年的债务总额为848,380欧元。2021年，圣艾尼昂共获得805,342欧元的国家财政补助，比上一年增加了1.99%。
2019年，圣艾尼昂的人均月收入总额为1,946欧元，其中高级职员为4,166欧元，低于法国平均水平（4,230欧元）；中级职员为2,379欧元，低于法国平均水平（2,411欧元）；普通职员为1,644欧元，亦低于法国平均水平（1,740欧元）。
2018年，圣艾尼昂境内的青壮年（15至64岁）失业率为18.1%，当地39.8%的家庭拥有纳税资格，平均纳税1,784欧元，低于法国平均水平（3,910欧元）。

## 社会事务

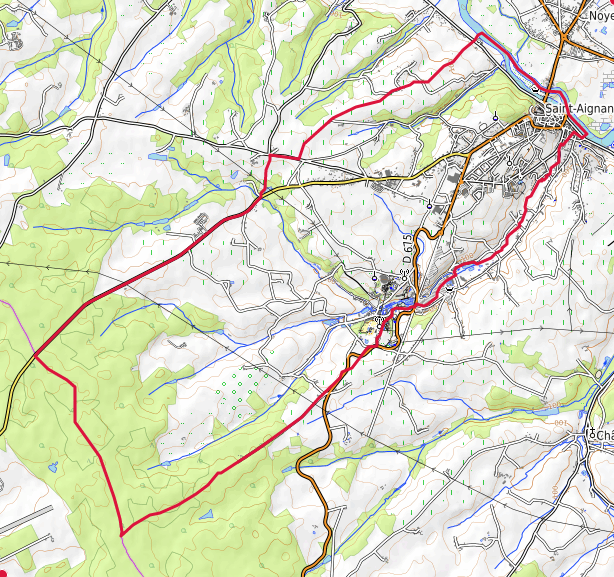
圣艾尼昂土地利用情况地图

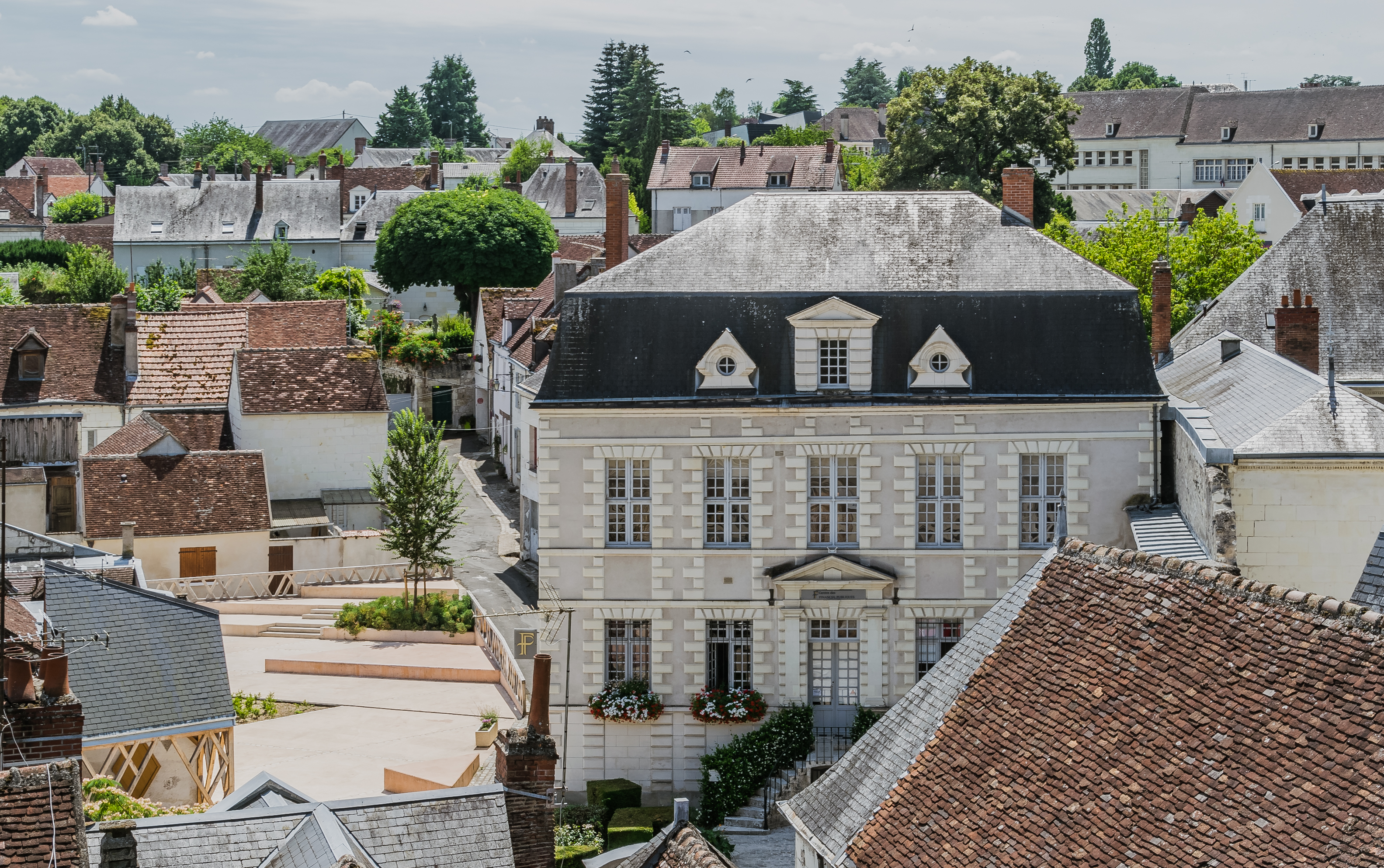
圣艾尼昂财务局

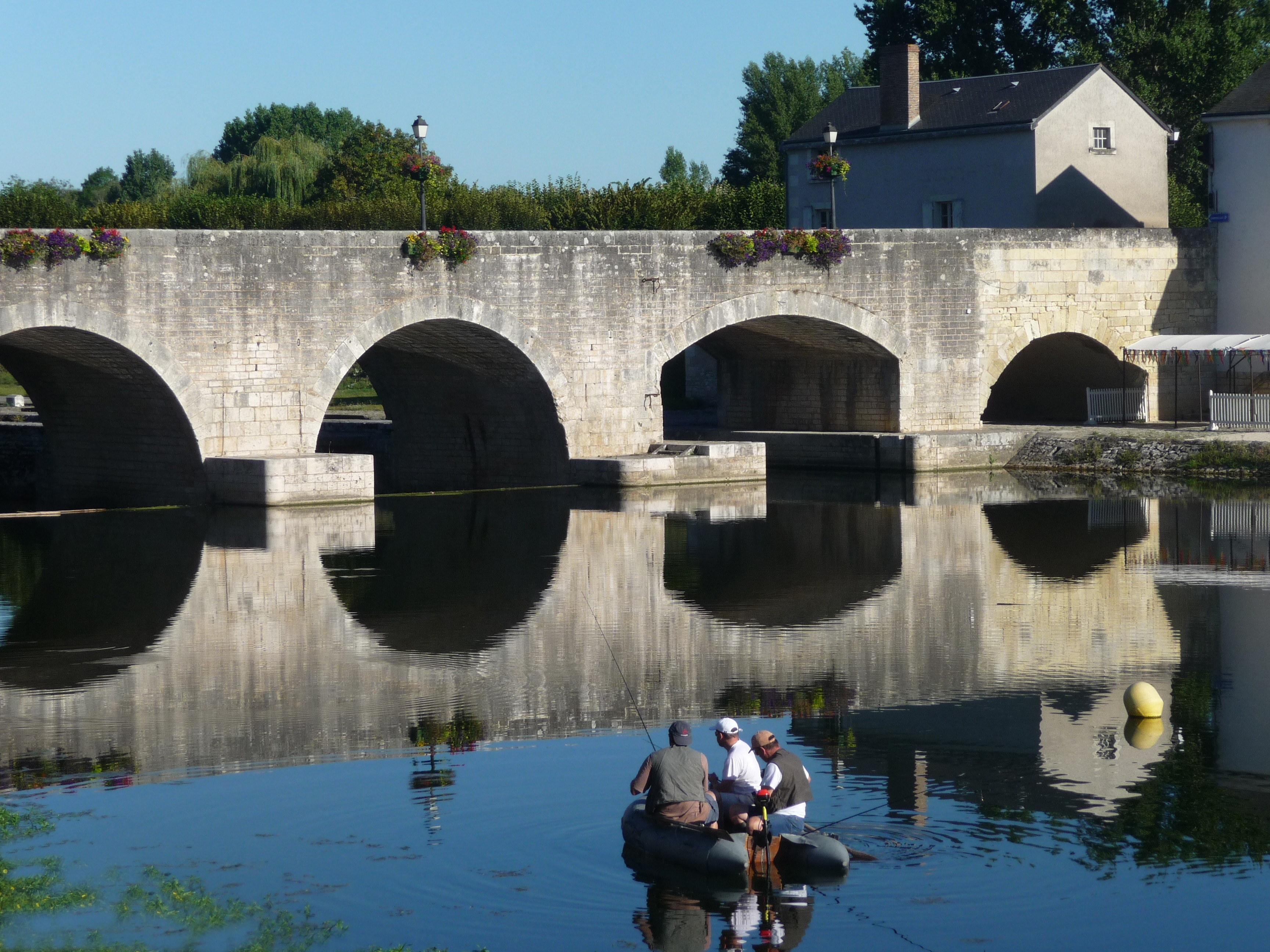
横跨谢尔河的石桥

### 教育
圣艾尼昂属于奥尔良-图尔学区。截止2020年1月1日，圣艾尼昂境内共有1所幼儿园、2所小学、1所初级中学和1所职业高中。2018至2019学年度，圣艾尼昂境内共有在校中等教育阶段学生531名。

### 医疗
截止2020年1月1日，圣艾尼昂境内共有全科医生2名、保健师3名、牙医2名和护士6名。境内共有药房3家、养老院2家。
圣艾尼昂中心医院（Centre Hospitalier de Saint-Aignan）是法国的一个区域性医疗机构，其主病区位于圣艾尼昂市区，设有床位151个，是当地规模最大的公立综合性医院。

### 住房
2018年，圣艾尼昂境内共有各类住房1,941套，其中72.2%为独立式居民区，27.4%为集中式居民区。常住房屋占圣艾尼昂市镇范围内居民建筑总量的72.1%。
在住房保障政策方面，2020年，圣艾尼昂境内共有361户家庭获得了住房经济补助，受益人数占总人口数量的12.7%，其中349份为房租补助。

### 商业
2019年，圣艾尼昂境内共有各类实体商铺95家，其中餐厅18家、大型超市2家、杂货店2家、面包房2家、肉铺2家、书店1家、银行门店6家、美容美发店6家、汽车维修店2家。市区中南部建有一家Super U购物超市。

### 体育
2020年，圣艾尼昂境内共有1家游泳池、2间体育馆、2座综合体育场、4处网球场、1处足球或橄榄球场以及3处篮球或排球场。
截至2022年3月，圣艾尼昂-努瓦耶体育联盟（US Saint-Aignan Noyers，编号505176）是当地唯一的注册足球俱乐部，其主队2021至2022赛季参加卢瓦-谢尔省足球联赛乙组（法国第十级别），其主场为菲利普·米绍球场（Stade Philippe Michaud）。

### 环境
圣艾尼昂的环境事务由其所属的谢尔河谷-孔特鲁瓦市镇公共社区负责。2019年，圣艾尼昂境内暂无污染企业。

### 治安
2019年，圣艾尼昂市镇范围内有1处宪兵队。
圣艾尼昂所在地是罗莫朗坦-朗特奈国家宪兵队（zone gendarmerie de Romorantin-Lanthenay）的管辖范围。2020年，该宪兵队辖区内共76个市镇累计发生各类案件3,240起，其中盗窃类案件1,545起，经济类案件504起，毒品交易类案件57起。

## 文化
2020年，圣艾尼昂境内有1家电影院。圣艾尼昂市政府提供多米尼克·福罗多媒体中心（Médiathèque Dominique Frot），每周二、三、五、六向公众开放。

### 建筑
圣艾尼昂境内有多处历史建筑，其中法国国家文物保护单位包括圣艾尼昂城堡、圣艾尼昂大教堂等，教堂则是当地的地标性建筑物。

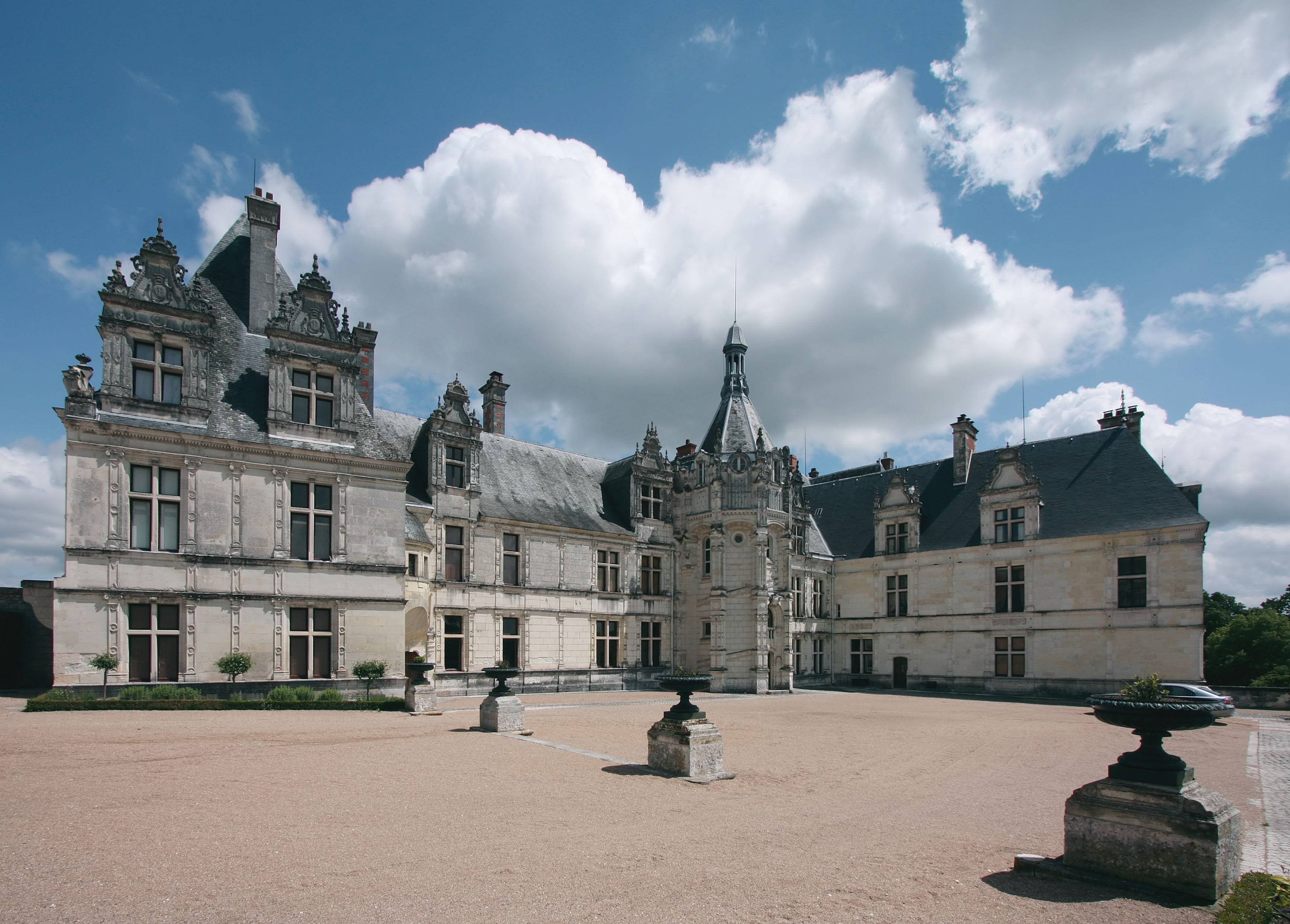
圣艾尼昂城堡（德语：Schloss Saint-Aignan）
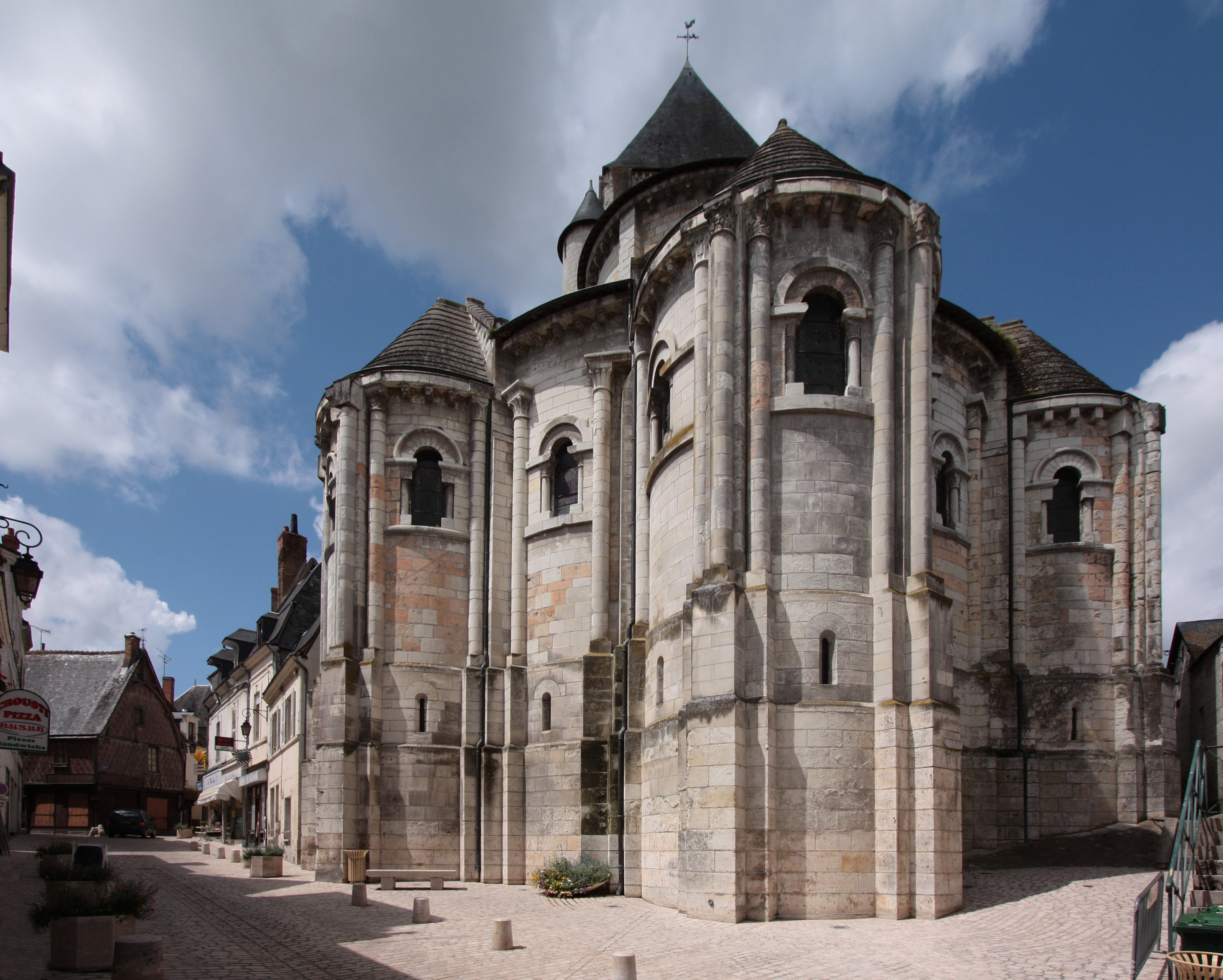
圣艾尼昂大教堂（法语：Collégiale Saint-Aignan de Saint-Aignan）
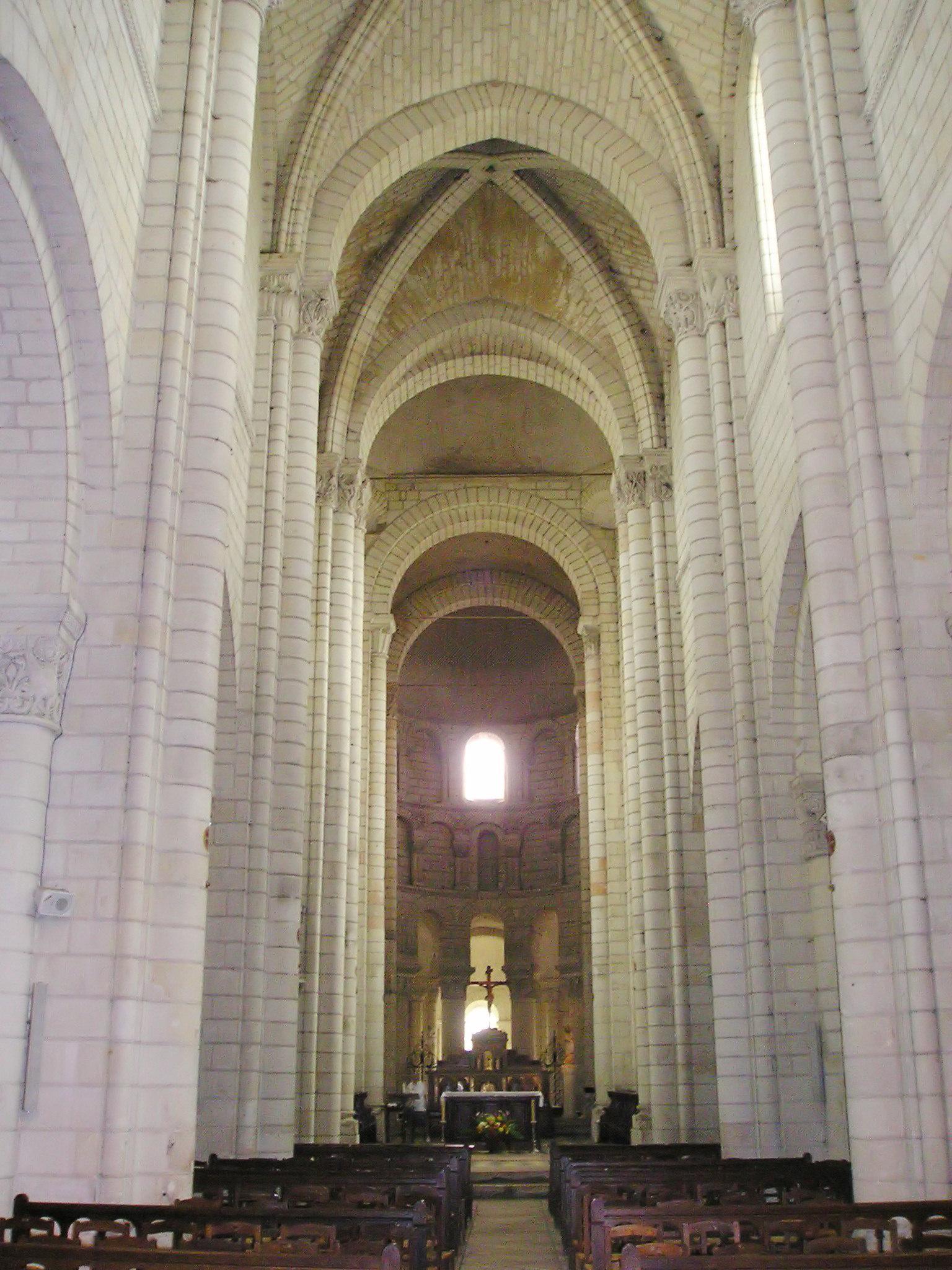
教堂大厅
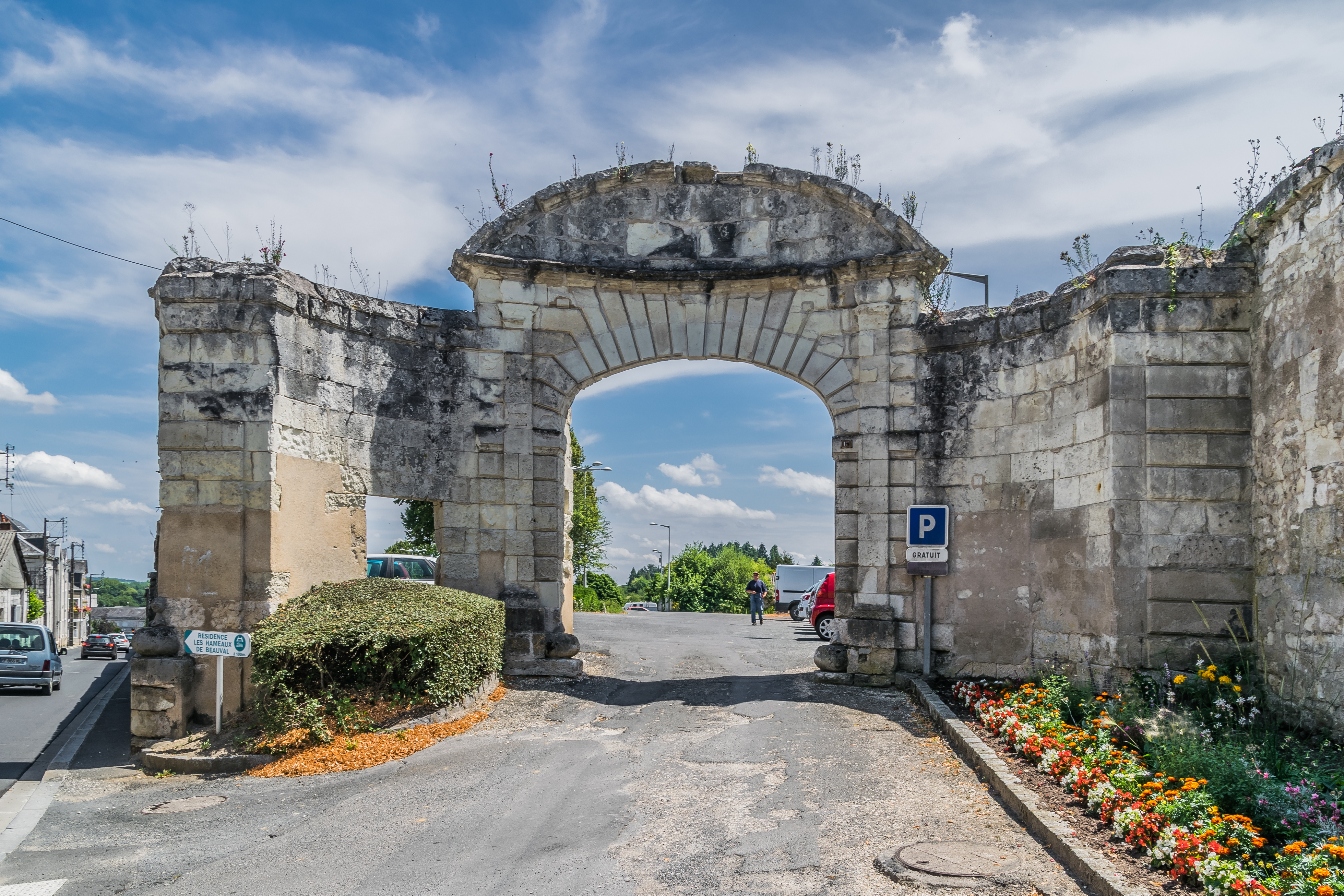
旧庄园
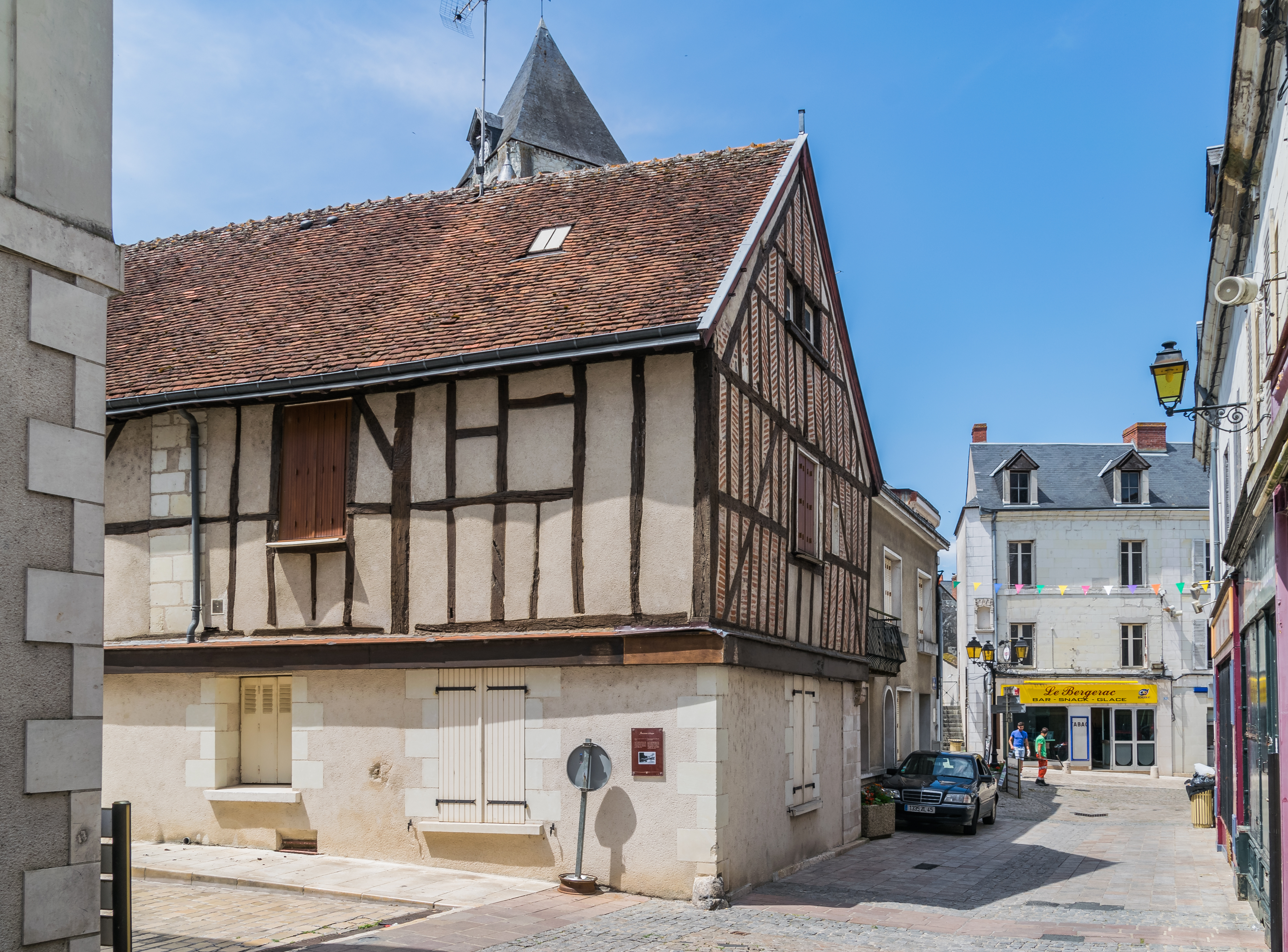
传统民居
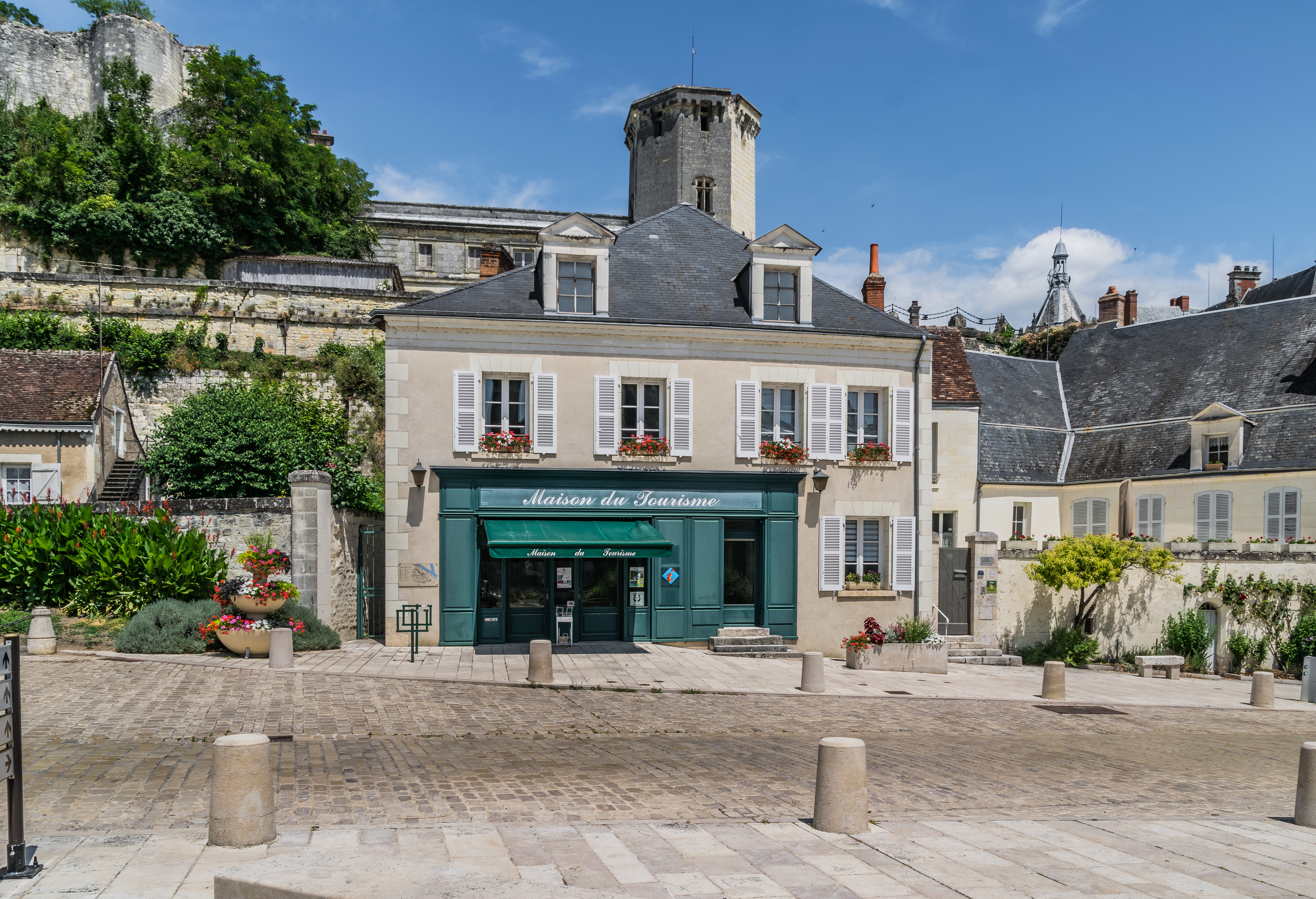
游客中心

### 旅游

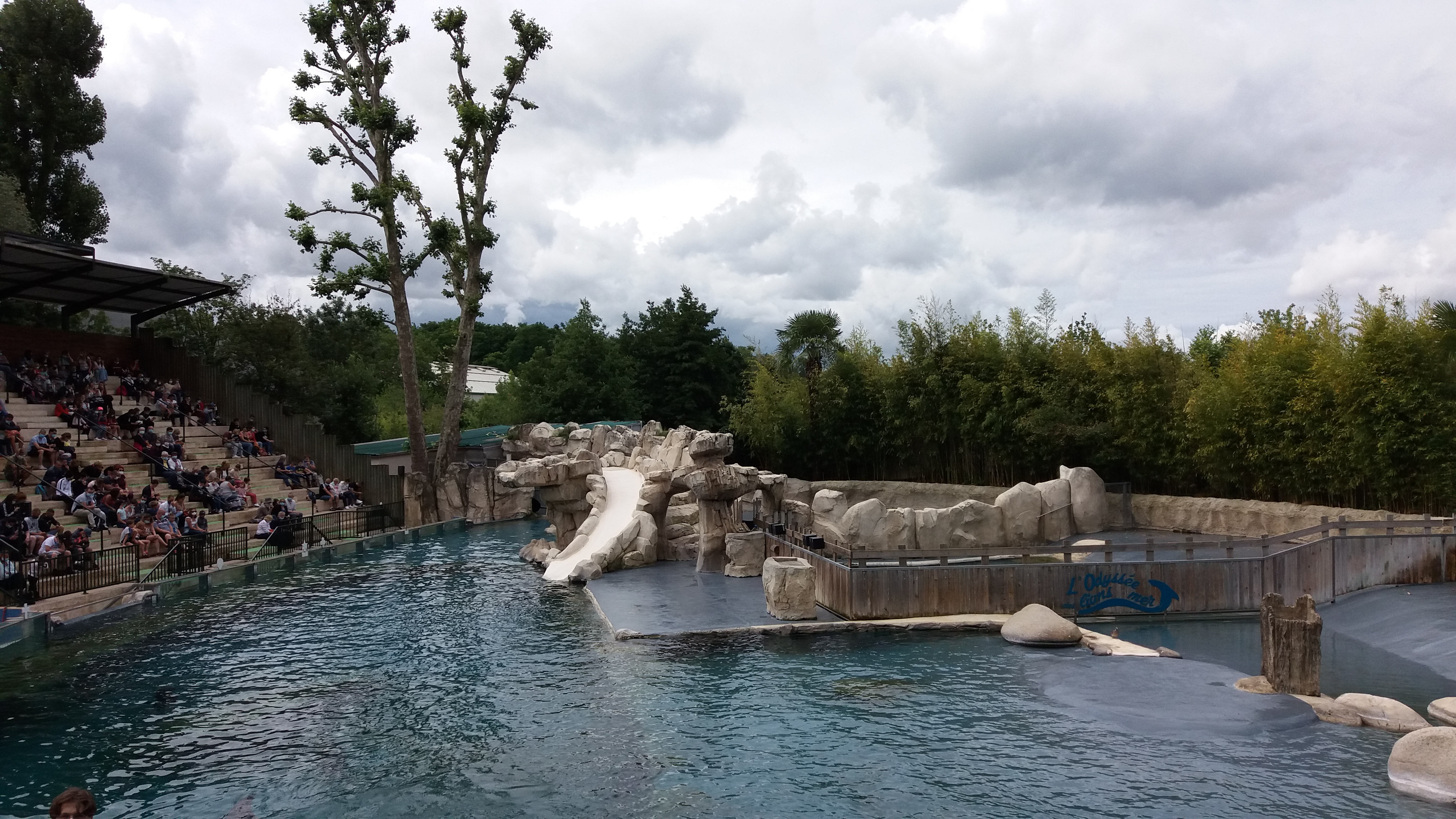
博瓦勒动物园水族馆

圣艾尼昂的旅游事务由其所属的谢尔河谷-孔特鲁瓦市镇公共社区负责。2021年，圣艾尼昂境内共有6家酒店共计421间房间。
圣艾尼昂因其境内的博瓦勒动物园而闻名，后者被《米其林旅游指南》评为“三星级推荐”。

### 媒体
法国主要的媒体均可在圣艾尼昂接收，法国电视三台下属的中央-卢瓦尔河谷大区频道在部分时段播出圣艾尼昂所属区域的地方新闻。图尔卢瓦尔河谷电视台、《中西部新共和国报》、蓝色法兰西贝里广播等是当地的主要地方性媒体。

## 友好城市
截至2022年3月，圣艾尼昂共与一座城市互为友好城市关系：
- 德国 泰特南